# Sicya pergilvaria
Sicya pergilvaria är en fjärilsart som beskrevs av Barnes och Mcdunnough 1916. Sicya pergilvaria ingår i släktet Sicya och familjen mätare. Inga underarter finns listade i Catalogue of Life.